# خوان كارلوس إيبانيز
خوان كارلوس إيبانيز (بالإسبانية: Juan Carlos Ibáñez)‏ هو لاعب كرة قدم أرجنتيني، ولد في 20 مارس 1969 في الجنرال خوسيه دي سان مارتين في الأرجنتين، وتوفي في 4 أكتوبر 2015. لعب مع إنديبندينتي وديبورتيفو كالي وسبورت بويز ونادي أونيفرسيداد دي تشيلي ونادي سالامانكا ويونيون إسبانيولا.